# 三菱Cordia
三菱Cordia（日语：三菱・コルディア）乃日本三菱汽車在1982年至1990年間製造發售的雙門掀背轎跑車，自小改款的第一代三菱Mirage衍生而來。

## 概要
此車款和三菱Tredia一樣衍生自三菱Mirage，故基本上絕大部分的底盤平台、機械結構與前者共用。在產品定位上介於Mirage和Galant Σ / Eterna Σ之間。車名隨著不同的銷售管道而出現差異，「Car Plaza」體系叫做「Cordia XP」（取自Plaza的P），「Galant」體系叫做「Cordia XG」（取自Galant的G），直到1983年10月才統一恢復成「Cordia」。XP和XG的進氣壩設計不一樣，XP沒有格柵。

## 歷史
1981年 - 第24屆東京車展首度公開亮相，展出的是沒有格柵進氣壩的XP車型。
1982年 - 2月正式上市，動力心臟分成1.4L直列四缸OHV G12B型（82ps/12.1kg·m）、1.6L直列四缸SOHC 4G32型（88ps/13.5kg·m）、1.6L直列四缸SOHC G32B型渦輪增壓引擎（115ps/17.0kg·m）、1.8L直列四缸SOHC 4G62/G62B型（100ps/15.0kg·m）等四種。其中1.6L直列四缸SOHC G32B型渦輪增壓引擎搭配四速手動排檔+三菱超級排檔變速箱，其餘則可選擇三速自排。懸吊系統和兄弟車Mirage相同，前輪使用麥花臣懸吊，後輪則是原廠稱呼為拖曳臂式U字型懸吊，其實屬於拖曳臂懸吊的一種。連入門級的1.4L車型都具備動力輔助轉向方向盤，這在當時算是新奇的創舉，此外1600GSR-S車型配置全球首創的液晶儀表板。
1983年 - 10月實施小改款，廢除化油器渦輪增壓，改採ECI-MULTI多點式噴射「Electrojet」渦輪增壓，因此以1.8L直列四缸SOHC G37B型和1.8L直列四缸SOHC G62B型渦輪增壓引擎，取代舊有的G12B型與G32B型渦輪增壓引擎。原本的四速手動排檔+三菱超級排檔變速箱也改成五速手排，同時渦輪增壓車型引擎蓋上的進氣口也取消。
1984年 - 10月1.8L渦輪增壓車型追加分時四驅的功能。
1987年 - 9月停產，直到同年12月停售，不過美國、澳洲、紐西蘭、南非等地延至1990年才停售。

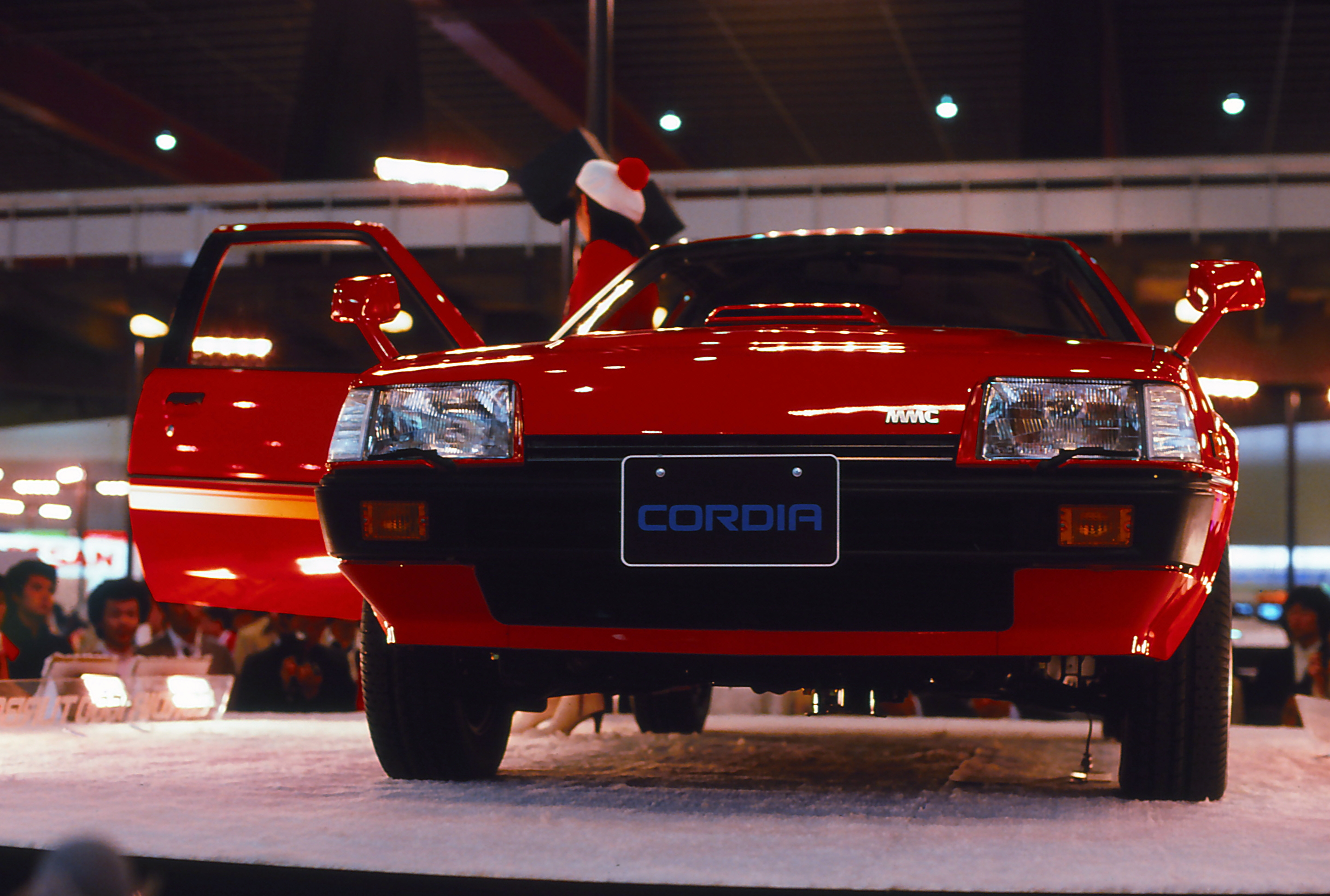
1981年第24屆東京車展所展出的Cordia
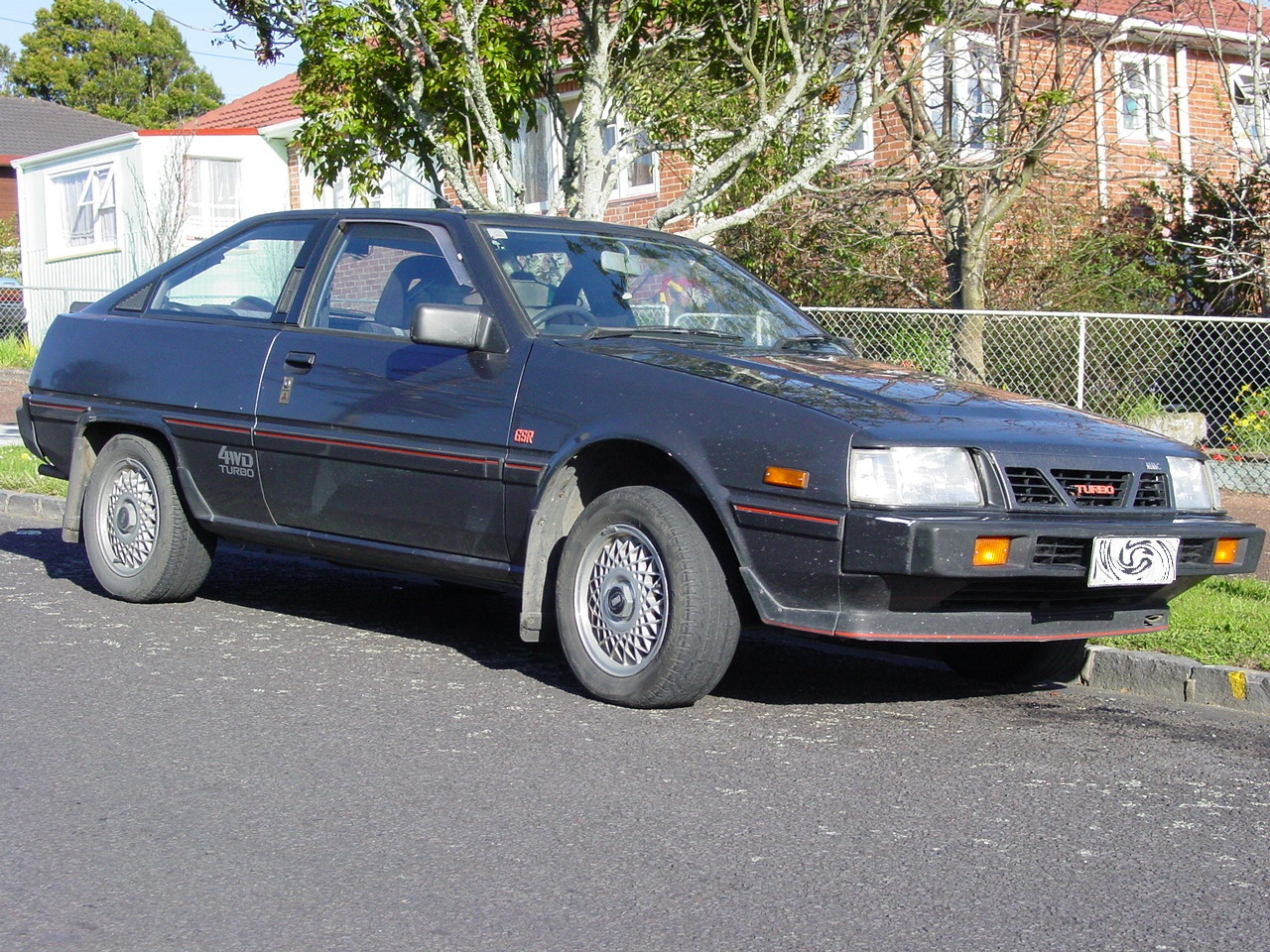
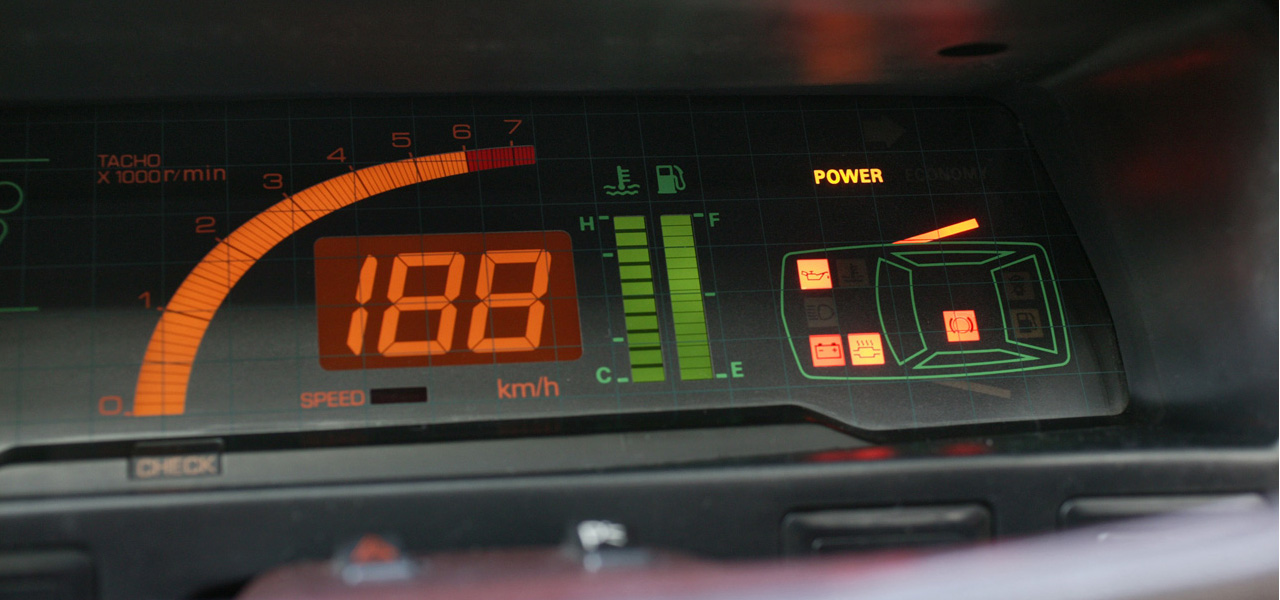
和兄弟車Tredia同樣可加價選購的液晶儀表板
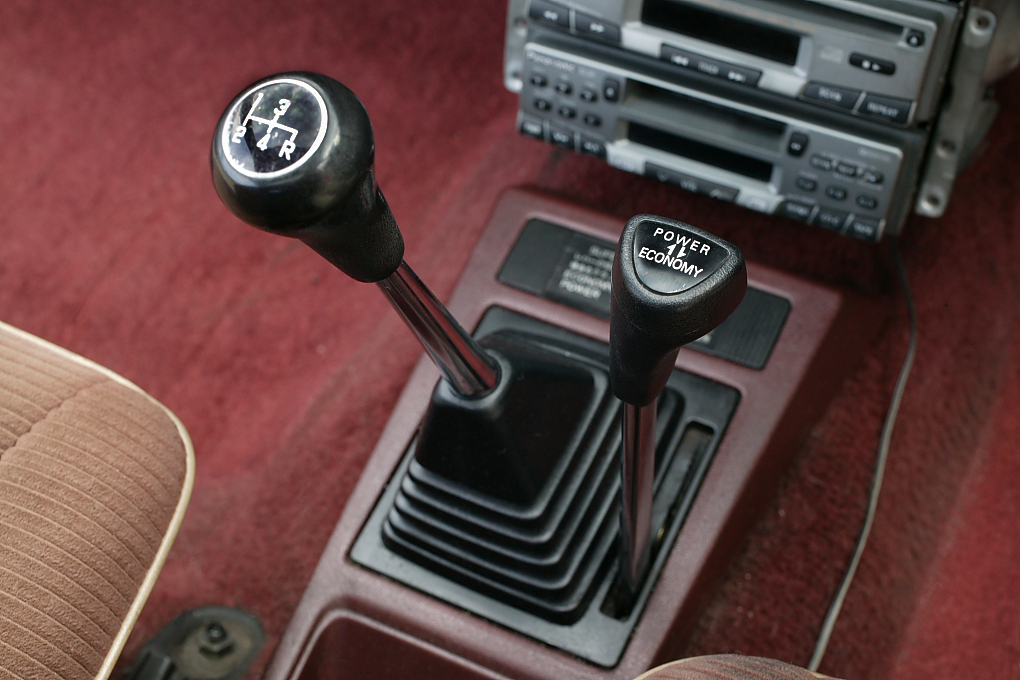
三菱超級排檔變速箱
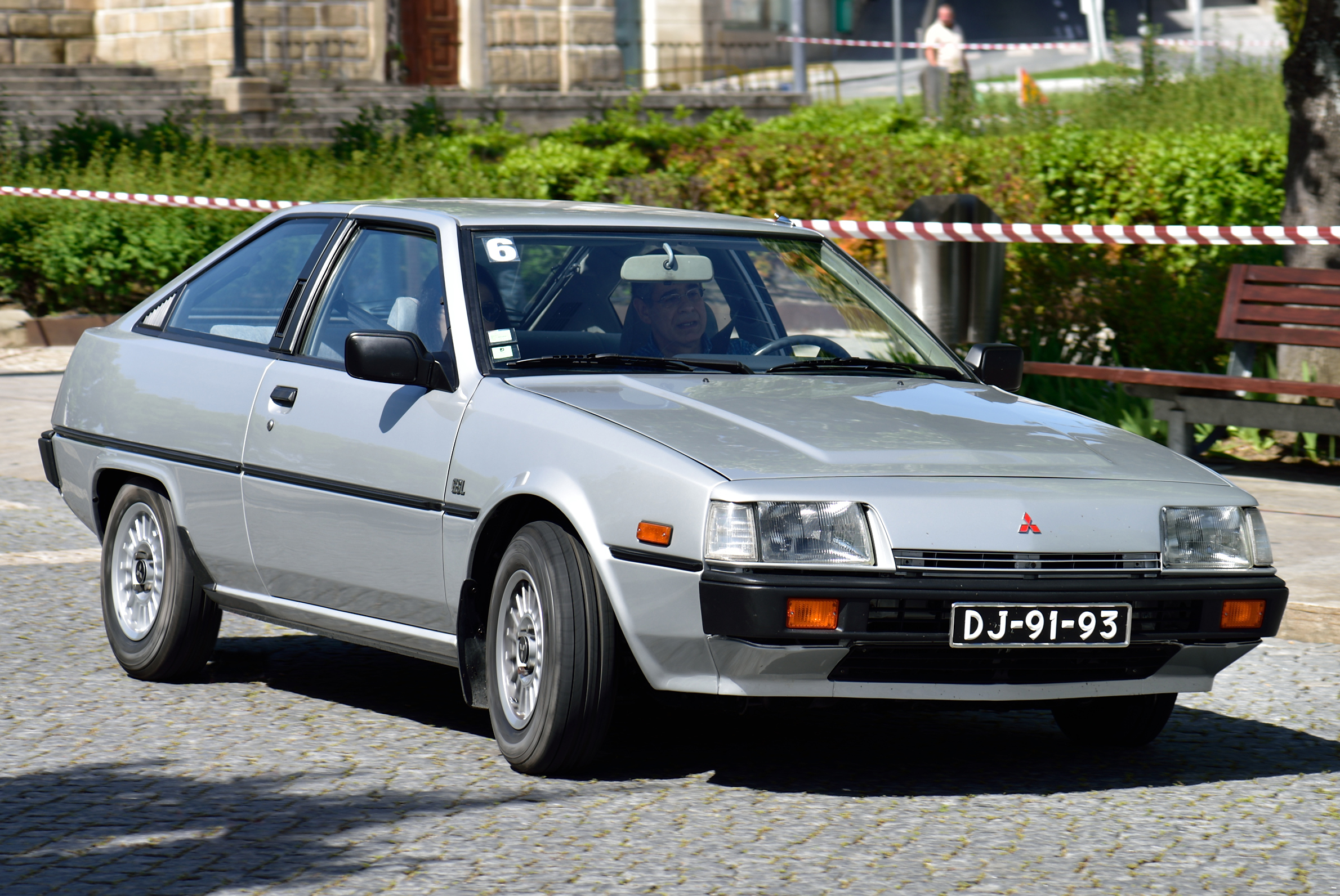
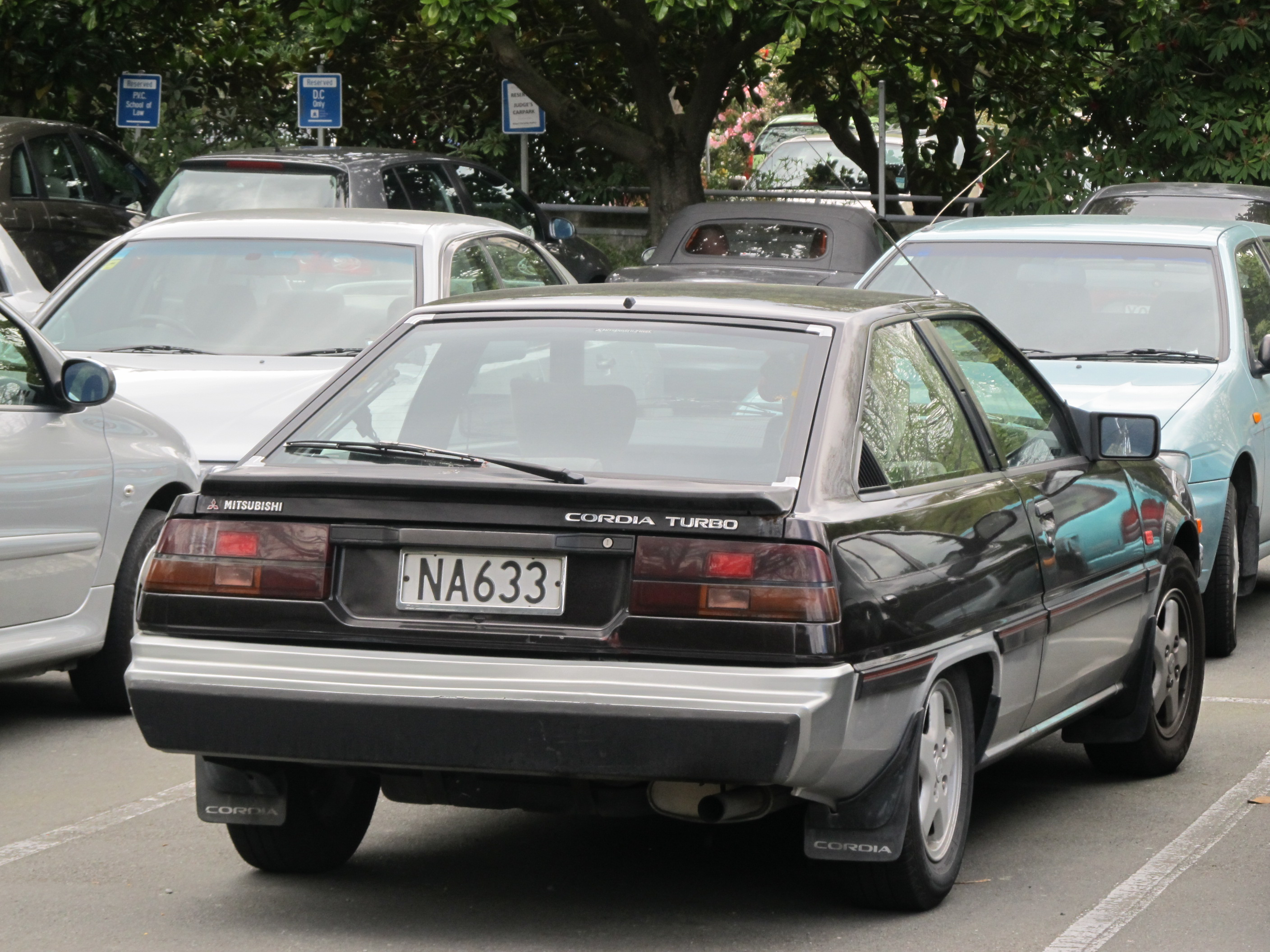

## 外部連結
- （日語）webCG：第12回：「大誤算」三菱トレディア/コルディア（1982〜88/87）（その1） （页面存档备份，存于）
- （日語）webCG：第13回：「大誤算」三菱トレディア/コルディア（1982〜88/87）（その2） （页面存档备份，存于）
- （日語）webCG：第14回：「大誤算」三菱トレディア/コルディア（1982〜88/87）（その3） （页面存档备份，存于）
- （日語）webCG：第15回：「大誤算」三菱トレディア/コルディア（1982〜88/87）（最終回） （页面存档备份，存于）